# Lưu Kỳ (sinh năm 1957)
Lưu Kỳ (tiếng Trung: 刘奇; sinh tháng 9 năm 1957) là tiến sĩ kinh tế học, chính khách nước Cộng hòa Nhân dân Trung Hoa. Ông hiện là Ủy viên Ban Chấp hành Trung ương Đảng Cộng sản Trung Quốc khóa XIX, nguyên Bí thư Tỉnh ủy tỉnh Giang Tây. Ông xuất thân từ tỉnh Sơn Đông và dành phần lớn sự nghiệp của mình ở tỉnh Chiết Giang trước khi được luân chuyển đến tỉnh Giang Tây làm Phó Bí thư Tỉnh ủy Giang Tây vào tháng 2 năm 2016 và nhậm chức Tỉnh trưởng Chính phủ Nhân dân tỉnh Giang Tây tháng 7 năm 2016.

## Tiểu sử

### Thân thế
Lưu Kỳ là người Hán sinh tháng 9 năm 1957 tại Nghi Thủy, tỉnh Sơn Đông.

### Giáo dục
Tháng 3 năm 1977 đến tháng 3 năm 1980, Lưu Kỳ theo học chuyên ngành hóa học polymer khoa công nghiệp hóa chất tại Đại học Chiết Giang.
Tháng 9 năm 1994 đến tháng 12 năm 1996, ông theo học chuyên ngành kinh tế chính trị lớp nghiên cứu sinh cán bộ lãnh đạo ở Trường Đảng Tỉnh ủy Chiết Giang.
Tháng 3 năm 2003 đến tháng 11 năm 2006, ông theo học nghiên cứu sinh tại chức chuyên ngành kinh tế học ứng dụng tại Đại học Giao thông Tây An và được trao học vị Tiến sĩ kinh tế học.

### Sự nghiệp
Tháng 3 năm 1974, Lưu Kỳ là thanh niên trí thức tham gia đội sản xuất ở nông thôn tại công xã Đào Khê Than, huyện Vũ Nghĩa, tỉnh Chiết Giang. Tháng 10 năm 1976, Lưu Kỳ gia nhập Đảng Cộng sản Trung Quốc.
Tháng 3 năm 1980, sau khi tốt nghiệp đại học, Lưu Kỳ được phân phối về công tác ở nhà máy điện khí hóa thuộc Công ty Công nghiệp hóa học Cù Châu tỉnh Chiết Giang, lần lượt đảm nhiệm cương vị điều độ viên nhà máy, Phó Chủ nhiệm Phòng Điều độ, Phó Chủ nhiệm phân xưởng kiềm, Phó quản đốc nhà máy điện khí hóa, Quản đốc nhà máy và Bí thư Đảng ủy kiêm Quản đốc nhà máy điện khí hóa.
Tháng 1 năm 1992, Lưu Kỳ được bổ nhiệm làm Tổng Giám đốc Công ty hữu hạn hóa học Thiện Cao Chiết Giang kiêm Phó quản đốc nhà máy công nghiệp hóa chất Chiết Giang. Tháng 1 năm 1996, ông được bổ nhiệm giữ chức Phó Giám đốc Sở Công nghiệp hóa dầu tỉnh Chiết Giang, thành viên tổ Đảng Sở Công nghiệp hóa dầu tỉnh Chiết Giang. Tháng 8 năm 1996, ông được bổ nhiệm làm Phó Giám đốc Sở Công nghiệp hóa dầu tỉnh Chiết Giang, Phó Bí thư tổ Đảng Sở Công nghiệp hóa dầu tỉnh Chiết Giang. Tháng 4 năm 1997, ông được bổ nhiệm giữ chức Phó Chủ nhiệm Ủy ban Kế hoạch và Kinh tế tỉnh Chiết Giang.
Tháng 9 năm 1997, Lưu Kỳ được luân chuyển làm Tổng Giám đốc Công ty Tập đoàn Cự Hóa tỉnh Chiết Giang, Phó Chủ tịch Hội đồng quản trị, Ủy viên Đảng ủy. Tháng 7 năm 1998, ông được bổ nhiệm giữ chức Tổng Giám đốc Công ty Tập đoàn Cự Hóa tỉnh Chiết Giang, Phó Chủ tịch Hội đồng quản trị, Bí thư Đảng ủy kiêm Ủy viên Ban Thường vụ Thành ủy Cù Châu, tỉnh Chiết Giang. Tháng 9 năm 1998, Lưu Kỳ được bổ nhiệm làm Chủ tịch Hội đồng quản trị Công ty Tập đoàn Cự Hóa tỉnh Chiết Giang, Bí thư Đảng ủy, Tổng Giám đốc, Ủy viên Ban Thường vụ Thành ủy Cù Châu. Tháng 2 năm 2000, ông thôi kiêm nhiệm chức vụ Tổng Giám đốc Công ty Tập đoàn Cự Hóa tỉnh Chiết Giang.
Tháng 2 năm 2003, Lưu Kỳ thôi giữ chức Chủ tịch Hội đồng quản trị Công ty Tập đoàn Cự Hóa tỉnh Chiết Giang, Bí thư Đảng ủy, Ủy viên Ban Thường vụ Thành ủy Cù Châu để chuyển sang làm Phó Bí thư Thành ủy Ôn Châu, quyền Thị trưởng thành phố Ôn Châu, tỉnh Chiết Giang. Tháng 5 năm 2003, ông chính thức được bầu giữ chức vụ Thị trưởng thành phố Ôn Châu. Tháng 3 năm 2006, ông được luân chuyển làm Bí thư tổ Đảng ủy ban Cải cách và Phát triển tỉnh, Chủ nhiệm Ủy ban Cải cách và Phát triển tỉnh Chiết Giang. Tháng 1 năm 2008, ở tuổi 51, Lưu Kỳ được bầu làm Phó Chủ nhiệm Ủy ban Thường vụ Đại hội đại biểu nhân dân tỉnh Chiết Giang khóa XI. Tháng 4 năm 2008, ông được giao kiêm nhiệm chức vụ Chủ tịch Tổng Công hội tỉnh Chiết Giang, tổ chức tương đương Liên đoàn lao động tỉnh/thành ở Việt Nam. Tháng 1 năm 2011, Lưu Kỳ được luân chuyển làm Phó Bí thư Thành ủy Ninh Ba, quyền Thị trưởng thành phố Ninh Ba, tỉnh Chiết Giang. Ngày 26 tháng 2 năm 2011, ông chính thức được bầu giữ chức vụ Thị trưởng Chính phủ nhân dân thành phố Ninh Ba.
Năm 2013, Lưu Kỳ được bầu làm Đại biểu Đại hội đại biểu Nhân dân toàn quốc (Quốc hội Trung Quốc) khóa XII nhiệm kỳ 2013 đến năm 2018. Tháng 4 năm 2013, ông được bổ nhiệm giữ chức Ủy viên Ban Thường vụ Tỉnh ủy Chiết Giang kiêm Bí thư Thành ủy Ninh Ba.
Tháng 2 năm 2016, Lưu Kỳ được điều đến tỉnh Giang Tây, một tỉnh nằm ở đông nam của Trung Quốc làm Phó Bí thư Tỉnh ủy Giang Tây kiêm Hiệu trưởng Trường Đảng Tỉnh ủy Giang Tây. Ngày 6 tháng 7 năm 2016, ông được bổ nhiệm làm Bí thư tổ Đảng Chính phủ nhân dân tỉnh Giang Tây. Ngày 8 tháng 7 năm 2016, ông được bổ nhiệm giữ chức Phó Tỉnh trưởng Chính phủ Nhân dân tỉnh Giang Tây đồng thời tạm quyền Tỉnh trưởng tỉnh Giang Tây thay cho ông Lộc Tâm Xã. Ngày 28 tháng 9 năm 2016, ông chính thức được bầu giữ chức vụ Tỉnh trưởng Chính phủ nhân dân tỉnh Giang Tây. Tháng 11 năm 2016, ông thôi kiêm nhiệm chức vụ Hiệu trưởng Trường Đảng Tỉnh ủy Giang Tây.
Ngày 24 tháng 10 năm 2017, tại phiên bế mạc của Đại hội Đảng Cộng sản Trung Quốc lần thứ XIX, Lưu Kỳ được bầu làm Ủy viên Ban Chấp hành Trung ương Đảng Cộng sản Trung Quốc khóa XIX. Ngày 28 tháng 1 năm 2018, tại Hội nghị lần thứ nhất của Đại hội đại biểu nhân dân khóa 13 tỉnh Giang Tây, ông được bầu tái đắc cử chức vụ Tỉnh trưởng Chính phủ nhân dân tỉnh Giang Tây.
Ngày 21 tháng 3 năm 2018, Trung ương Đảng Cộng sản Trung Quốc quyết định bổ nhiệm Lưu Kỳ làm Bí thư Tỉnh ủy Giang Tây kế nhiệm ông Lộc Tâm Xã.
Ngày 19 tháng 10 năm 2021, ở tuổi 64, ông thôi giữ chức Bí thư Tỉnh ủy Giang Tây . Ngày 23 tháng 10 cùng năm, ông giữ chức Phó Chủ nhiệm Ủy ban Môi trường và Bảo vệ Tài nguyên của Nhân đại khóa XIII .